# Lista monumentelor istorice din județul Sibiu - Ț

Simbol pentru monumentele istorice

Lista monumentelor istorice din județul Sibiu - Ț cuprinde monumentele istorice înscrise în Patrimoniul cultural național al României și aflate în localități ce încep cu litera Ț din județul Sibiu.
Lista completă este menținută și actualizată periodic de către Ministerul Culturii, Cultelor și Patrimoniului Național din România, prin intermediul Institutului Național al Patrimoniului, ultima versiune datând din 2015. Această listă cuprinde și actualizările ulterioare, realizate prin ordin al ministrului culturii.
| Cod LMI                                | Denumire                                                            | Localitate                     | Localizare                | Datare, Creatori                  | Imagine               | Erori             |
| -------------------------------------- | ------------------------------------------------------------------- | ------------------------------ | ------------------------- | --------------------------------- | --------------------- | ----------------- |
| SB-II-a-A-12575 (RAN: 145024.02)       | Ansamblul bisericii evanghelice fortificate                         | sat Țapu; comuna Micăsasa      | 134 46.07222°N 24.08805°E | sec. XIV - XIX                    | Alte imagini          | Raportează eroare |
| SB-II-m-A-12575.01 (RAN: 145024.02.02) | Biserica evanghelică fortificată                                    | sat Țapu; comuna Micăsasa      | 134                       | sec. XIV - XV, transf. 1625, 1838 | Încarcă foto \| video | Raportează eroare |
| SB-II-m-A-12575.02 (RAN: 145024.02.01) | Incintă fortificată, cu turn de poartă și acces secundar fortificat | sat Țapu; comuna Micăsasa      | 134                       | sec. XIV - XVI                    |                       | Raportează eroare |
| SB-II-m-A-12576                        | Biserica „Sf. Arhangheli”                                           | sat Țichindeal; comuna Nocrich | Str. Bisericii 80         | 1791                              | Alte imagini          | Raportează eroare |